# Den gyldne trekant
Den gyldne trekant (burmesisk udtale: [ʃwè tɹḭɡàɴ nɛ̀mjè]?; thai: สามเหลี่ยมทองคำ, [sǎːm.lìəm.tʰɔːŋ.kʰam]?; lao: ສາມຫຼ່ຽມຄຳ; vietnamesisk: Tam giác Vàng; kinesisk: 金三角; pinyin: jīn sān jiǎo]) er betegnelsen for et område i Kina, Burma (Myanmar), Thailand, Laos og Vietnam, kendt for sin store produktion af opium.
I Kina, Thailand og Vietnam er dyrkningen stort set indstillet, mens den fortsat opretholdes i ukendt omfang i specielt Burma og i mere begrænset omfang i Laos.
Specielt i den thailandske del er området populært blandt turister, der har mulighed for at sejle på Mekongfloden og aflægge kortvarige besøg i de to nabolande Burma og Laos.
20°21′15″N 100°04′59″Ø / 20.35428°N 100.08305°Ø